# トルニケ・カッホイドゼ
トルニケ・カッホイドゼ（グルジア語: თორნიკე კახოიძე、Tornike Kakhoidze、2003年8月16日 - ）は、ラグビー・ヨーロッパ・スーパーカップ、ブラックライオンに所属するラグビーユニオン選手。

## プロフィール
- ジョージア出身[1]。
- ポジションはセンター(CTB)。
- 身長 184cm、体重 93kg
- U20ジョージア代表に選ばれたことがある[2]。
- ジョージア代表キャップは6（2025年2月現在）でラグビーワールドカップ2023のジョージア代表に選ばれた[3]。

## 略歴
レロ・サラセンズを経て、2022年、ブラックライオンに加入。 